# Aphanistes gracilis
Aphanistes gracilis là một loài tò vò trong họ Ichneumonidae.